# بی‌خدا (فیلم ۲۰۱۶)
بی خدا (بلغاری: Bezbog) فیلمی در ژانر درام به کارگردانی رالیتزا پتروا است که در سال ۲۰۱۶ منتشر شد.